# اوزتورک سرنگیل
اوزتورک سرنگیل (ترکی استانبولی: Öztürk Serengil؛ ۲ مه ۱۹۳۳ – ۱۱ ژانویهٔ ۱۹۹۹) یک هنرپیشه، کمدین اهل ترکیه بود. وی بین سال‌های ۱۹۵۴ تا ۱۹۹۷ میلادی فعالیت می‌کرد.
وی یکی از مشهورترین کمدین‌های سینمای ترکیه بود.
از فیلم‌ها یا برنامه‌های تلویزیونی که وی در آن نقش داشته‌است می‌توان به فرزندان بابا اشاره کرد.